# Novembre 1810

## Événements
- 4 novembre : victoire des insurgés mexicains à la bataille de Zacoalco[1].

- 7 novembre :
  - Victoire des troupes loyalistes sur les insurgés mexicains à la bataille d'Aculco[2].
  - Victoire décisive des insurgés des Provinces-Unies du Río de la Plata sur les loyalistes à la bataille de Suipacha[3].

- 11 novembre : prise de Guadalajara par les insurgés mexicains[4].

- 22 novembre : Jan Willem Janssens est nommé gouverneur des Indes orientales néerlandaises[5]. Il arrive à Batavia le 15 mai 1811[6].

- 26 novembre : victoire des troupes loyalistes sur les insurgés mexicains à la bataille de Guanajuato[7].

## Naissances
- 18 novembre : Asa Gray (mort en 1888), botaniste américain.

## Décès
- 11 novembre : Johan Joseph Zoffany, peintre allemand (°13 mars 1773).